# احتقان پستان
احتقان پستان (انگلیسی: Breast engorgement) عارضه ای است که در اثر گشادشدگی و فشار ناشی از ساخت و تجمع شیر مادر در غده شیری رخ می‌دهد. همچنین یک عامل اصلی در تغییر توانایی شیرخوار در چفت کردن مناسب دهان به دور نوک پستان (latch-on به معنی گرفتن خوب پستان توسط دهان نوزاد) است. احتقان پستان، شکل و انحنای ناحیه نوک سینه را با ایجاد انعطاف‌ناپذیری، سفت و تخت کردن پستان و متورم نمودن آن تغییر می‌دهد. نوک پستان دذ اثر احتقان یا صاف می‌شود با به درون فرومی‌رود (معکوس می‌شود). گاهی در اثر احتقان پستان ممکن است شقاق بر روی نوک پستان ایجاد شود، که عمدتاً یکی از علائم اولیه ماستیت یا عفونت پستان است.
احتقان پستان معمولاً زمانی اتفاق می‌افتد که سینه‌ها از مرحله آغوز به مرحله تولید شیر کامل وارد می‌شوند (اصطلاحا می‌گویند شیر مادر آمد). با این حال، اگر زنان شیرده چندین بار شیر ندهند و شیر به اندازه کافی از پستان‌های خارج نشود، احتقان پستان ممکن است کمی بعد روی دهد. شیردهی ناکافی و/یا مسدود شدن مجاری شیر احتقان پستان را تشدید می‌کند. احتقان پستان ممکن است سبب تورم، ضربان‌دار شدن و درد خفیف تا شدید پستان شود.
احتقان پستان ممکن است منجر به ماستیت (التهاب پستان) شود و در صورت عدم درمان مناسب بر مجاری شیر فشار وارد می‌کند و اغلب باعث مسدود شدن مجرای شیر می‌شود. مبتلایان در بسیاری از موارد، توده ای را در یک قسمت از پستان خود احساس می‌کنند و پوست آن ناحیه ممکن است قرمز و/یا گرم باشد. اگر بیماری درمان نشود، مجرای شیر مسدود شده ممکن است به عفونت پستان تبدیل شود و در این مرحله ممکن است فرد دچار تب یا علائمی شبیه آنفولانزا شود.

## علائم و نشانه‌ها
علائم احتقان پستان شامل اِدِم و بزرگ شدن پستان و براق و قرمز شدن پوست آن است. معمولاً کل هر دو پستان تحت تأثیر قرار می‌گیرند و دردناک هستند. فرد مبتلا ممکن است تب داشته باشد که معمولاً در عرض ۲۴ ساعت فروکش می‌کند. نوک پستان ممکن است سفت و صاف شوند که چسبیدن و خارج کردن شیر را برای کودک دشوار می‌کند. جریان شیر خوب و مناسب نیست.
تب ممکن است در ۱۵ درصد رخ دهد، اما معمولاً کمتر از ۳۹ درجه سانتیگراد است و حدود یک روز دوام دارد.

## دلایل
عدم تخلیه شیر مادر به خصوص در روزهای اول پس از زایمان که شیر وارد پستان شده و آن را پر می‌کند و افزایش همزمان جریان خون در پستان باعث احتقان می‌شود. دلایل رایجی که باعث می‌شود شیر به اندازه کافی خارج نشود، تأخیر در شروع شیردهی، تغذیه ناکافی، اشتباه در نحوه گرفتن کودک زیر پستان، مکیدن ضعیف و ناکافی نوزاد، تغییر ناگهانی در روال شیردهی، قطع ناگهانی شیردهی، یا کاهش شیر خوردن ناگهانی نوزاد هستند.

## مدیریت درمانی
مادر باید شیر مادر را از پستان‌ها خارج کند. اگر کودک می‌تواند به خوبی به پستان بچسبد و شیر بخورد، باید هر چند دفعه که کودک می‌خواهد شیردهی انجام شود. اگر نوزاد پستان را نمی گرد و قادر به مکیدن مؤثر نیست، مادر باید شیر خود را با دست یا پمپ چند بار بدوشد تا پستان‌ها نرم‌تر شوند و نوزاد بهتر بتواند سینه را بگیرد و سپس نوزاد را به شیر خوردن مکرر وادار کند. مادر می‌تواند کمپرس گرم را روی پستان بگذارد یا پیش از شیردوشی، دوش گرفتن آب گرم بگیرد تا شیر بهتر جریان یابد. او می‌تواند پس از تغذیه یا شیردهی از کمپرس سرد استفاده کند که به کاهش درد کمک می‌کند. احتقان پستان در بیمارستان‌های دوستدار کودک که «مراحل ده‌گانه» را انجام می‌دهند و به مادران کمک می‌کنند تا بلافاصله پس از زایمان شیردهی را شروع کنند، کمتر اتفاق می‌افتد.
شیردهی منظم را می‌توان و باید ادامه داد. درمان احتقان پستان را می‌توان به گروهِ غیر پزشکی و پزشکی تقسیم کرد. روش‌های غیرپزشکی شامل بسته‌های گرم/سرد، گوا-شا (خراش‌درمانی)، طب سوزنی و نوشیدن چای‌های گیاهی خاص است، در حالی که روش‌های پزشکی استفاده از آنزیم‌های پروتئولیتیک مانند سراتیوپپتیداز، پروتئاز و تجویز اکسی‌توسین زیرجلدی هستند. استفاده از برگ‌های کلم به‌عنوان یک درمان احتمالی ذکر شده، اما مطالعات نشان داده‌اند که این برگ‌ها «فایده‌ای کلی» برای رفع احتقان پستان ندارند. شواهد حاصل از کارآزمایی‌های بالینی منتشرشده در مورد اثربخشی گزینه‌های درمانی، کیفیت ضعیفی دارند و به اندازه کافی قوی نیستند که بتوان با اتکا به آن یک توصیه بالینی خوب را ارائه داد.